# Paulisten
Die Paulisten oder Missionspriester vom hl. Paulus (engl. Paulist Fathers, Missonary Society of St. Paul the Apostle, lat. Societas Sacerdotum Missionarum a Sancto Paulo, Ordenskürzel: CSP, für Congregatio Sancti Pauli) sind eine katholische Ordensgemeinschaft, die im Jahre 1858 in New York von Isaac Thomas Hecker gegründet wurde. Sie leben und lehren im Sinne der paulinischen Theologie.
Das ursprüngliche Ziel des Ordens war die Verbreitung des katholischen Glaubens in den Vereinigten Staaten. Daneben traten bald auch andere Ziele, etwa die Arbeit im Bildungsbereich (insbesondere an Universitäten), sowie die interkonfessionelle Zusammenarbeit. Bei dem Orden handelt es sich um eine Priesterkongregation ohne Gelübde. Der kleine Orden ist heute in den Vereinigten Staaten und in Kanada vertreten. Dazu kommen noch Niederlassungen in Rom und Jerusalem.
Die Paulist Press ist ein wichtiger Herausgeber von Büchern über Theologie und Spiritualität, darunter die Reihen Classics of Western Spirituality, Ancient Christian Writers und 101 Questions & Answers.

## Generalsuperiore
- Isaac Thomas Hecker (1858–1888)
- Augustine F. Hewit (1889–1897)
- George Deshon (1897–1903)
- George M. Searle (1904–1909)
- John J. Hughes (1909–1919)
- Thomas F. Burke (1919–1924)
- Joseph McSorley (1924–1929)
- John Bernard Harney (1929–1940)
- Henry Ignatius Stark (1940–1946)
- James F. Cunningham (1946–1952)
- William A. Michell (1952–1964)
- John F. Fitzgerald (1964–1970)
- Thomas F. Stransky (1970–1978)
- Wilfrid F. Dewan (1978–1986)
- Joseph V. Gallagher (1986–1994)
- Francis P. DeSiano (1994–2002)
- John Duffy (2002 – …)